# 536 Merapi
Az 536 Merapi egy a Naprendszer kisbolygói közül, amit George Henry Peters fedezett fel 1904. május 11-én.